# Книшівське городище
Книшівське городище - городище скіфського часу (VII - IV ст. до н.е.), пам’ятка археології національного значення (одна з двох на теренах Гадяччини), що належить до виразних укріплених поселенських старожитностей скіфського часу. Знаходиться поблизу с. Книшівка Гадяцькому районі Полтавської області. Це єдине укріплене поселення вказаного періоду не лише на Гадяччині, а й на теренах усього Полтавського Попсілля. До того ж цінність цій пам'ятці надають матеріали масштабних археологічних розкопок, проведених на ній.

## Історія дослідження
- Вперше опис Книшівського городища здійснив О.Ф. Шафонський (друга половина XVIII ст.). Пам’ятка відома за анкетами 1873 р. Центрального статистичного комітету Російської імперії.
- На поч. XX ст. залишки укріплення були обстежені З.Г. Ляскоронським.
- У 1948 р. пам’ятка обстежувалася Дніпровською Лівобережною археологічною експедицією ІІМК АН СРСР під керівництвом І.І.Ляпушкіна.
- У 1954 р. Інститутом археології започатковані АН УРСР розкопки городища. Було розкопано частину зольника (бл. 150 кв. м) та зроблено кілька шурфів-зачисток.
- Упродовж 1987-1992 рр. досліджено 5084 кв. м культурного шару на головному укріпленні. На пам'ятці працювала експедиція Полтавського державного педагогічного інституту під керівництвом  П.Я.Гавриша.
- У 1989 та 1992 рр. проведено розкопки валу й рову (180 кв. м) та передбачуваного в’їзду центрального укріплення (100  кв. м).
- 1992 р. здійснено перетин валу та рову (64 кв. м) у передгородді й розкопки на останньому (75 кв. м).

Колекції знахідок з обстежень пам’ятки у 1948 р. зберігаються у фондах Ленінградського відділення ІА РАН, з досліджень 1954 р. - у фондах ІА НАН України, з розкопок 1987 - 1992 рр. - в Національному музеї-заповіднику українського гончарства в смт. Опішня та Полтавському краєзнавчому музеї, окремі знахідки - у фондах Полтавського краєзнавчого музею.

## Опис
Знаходиться за 0,20 км на захід від сучасного кладовища с. Книшівка, на краю плато високого корінної тераси правого берега р. Псел, в ур. За Дубником.
Книшівське городище має у плані форму неправильного овалу, витягнутого з північного сходу на південний захід. Оточене валом, кінці якого обриваються на краю плато. Довжина валу центрального укріплення - 669 м. Сучасна висота валу від 2,90 до 4,70 м, ширина - 15-25 м. Рів мав ширину 5 м та глибину до 2 м. У північно-східній частині головного укріплення знаходиться розоране попелище-зольник, висотою до 0,80 м, діаметром близько 30 м. В його основі досліджені найдавніші комплекси на городищі.
Додатковий вал передгороддя, яке знаходиться у східній та південно-східній частинах городища, споруджений навпроти стрілки вузького відрогу, західним кінцем приєднується до головного валу, а південним - трохи не доходить до берегової лінії, залишаючи місце для проїзду. Довжина валу - 113 м. висота - бл. 1,0 м. Площа городища 4 га, передгороддя - 1 га.
У середньому товщина культурного шару на городищі складає 0,55-0,65 м, на ділянках вздовж валу він становить 2 м й більше. Тут досліджено 10 житлових споруд, 10 надвірних будівель, кілька майстерень (косторізна, гончарська), культове приміщення, колодязь та 122 господарські ями.
На городищі виявлено величезну кількість знахідок, серед яких керамічний посуд (ліпний місцевий та античний кружальний), знаряддя праці, прикраси і речі особистого вжитку. озброєння та деталі кінської вузди, античне, бронзову монету македонського царя Філіпа II. Більшість із них типові для Посульсько-Попсільської групи пам’яток скіфського часу Дніпровського лісостепового Лівобережжя.
Територія основного городища, окрім валів, уже упродовж останніх майже 250 років використовується під городи, що спричиняє руйнування поверхневих нашарувань. У південно-східній частині городища у 1960-х та 1992 рр. бульдозером частково зруйнований вал і в’їзд. Південно-західна частина центрального укріплення зайнята старим сільським кладовищем (близько 0.05 га), що функціонувало в 30-ті рр. XX ст. Рів побіля валу засипаний при закладці саду. Вал передгороддя та саме додаткове укріплення розорюються.

## Визнання
Рішенням виконкому Полтавської обласної ради депутатів трудящих № 529 від 10 грудня 1970 р. об’єкт занесений до переліку археологічних пам’ятників.
Рішенням Виконавчого комітету Полтавської обласної ради народних депутатів від 23 квітня 1982 року за № 247 «Про затвердження переліку пам’яток історії та культури області, взятих на державний облік і охорону» залишки городища взяті на облік як пам’ятка історії та культури.
Включене Постановою колегії Управління культури Полтавської обласної ради народних депутатів від 10 лютого 1992 р. до переліку нововиявлених об’єктів археології за порядковим номером № 209.
У 2009 році включене як об'єкт культурної спадщини національного значення до Державного реєстру нерухомих пам'яток України за № 160014-Н .